# This Is Rock 'n' Roll
This Is Rock 'n' Roll è il secondo album dei Peawees, pubblicato nel 1998 dalla Fridge Records per il mercato italiano e dalla Motherbox Records per il mercato statunitense.

## Tracce
1. Peawees
2. Bad Moon
3. We can Shout
4. Another Way
5. Larry's Dream
6. Burning Love
7. Insane
8. She's My Sun
9. My 1st Problem
10. I Hate My Days
11. Girl
12. This Is Rock 'n' Roll